# Stenbergstjärnen (Ytterhogdals socken, Hälsingland)
Stenbergstjärnen är en sjö i Härjedalens kommun i Hälsingland och ingår i Ljusnans huvudavrinningsområde.